# 22927 Блюетт
22927 Блюетт (22927 Blewett) — астероїд головного поясу, відкритий 4 жовтня 1999 року.
Тіссеранів параметр щодо Юпітера — 3,481.